# Нанджиани, Кумэйл
Кумэйл Али Нанджиани (англ. Kumail Ali Nanjiani; род. 21 февраля 1978, Карачи, Синд, Пакистан) — пакистано-американский комик, актёр и сценарист. Номинант на премии «Оскар» и «Эмми».

## Биография
Кумэйл Нанджиани родился в Карачи, Пакистан. В 18 лет переехал в США и поступил в Гриннеллский колледж в Айове, который закончил в 2001 году.
С 2011 года играл различные роли в сериалах «Компаньоны» и «Портландия». В 2013 году сыграл роль доставщика в фильме «Короли лета», а также играл роль Амира Ларусса в сериале «Телеведущие». В апреле 2014 года состоялась премьера сериала «Кремниевая долина», где Нанджиани играл роль Динеша Чугтая, принесшую ему известность.
В 2017 году он сыграл главную роль в романтической комедии «Любовь — болезнь», сценарий к которой Нанджиани написал вместе со своей женой Эмили В. Гордон. Фильм получил высокие отзывы критиков и был номинирован на премию «Оскар» за лучший оригинальный сценарий. В том году фильм также стал одним из самых успешных в прокате независимых фильмов, собрав 42 миллиона долларов.
В 2019 году Нанджиани сыграл главную роль в эпизоде «Комедиант» сериала «Сумеречная зона», за которую был номинирован на премию «Эмми» в категории «Лучший приглашённый актёр в драматическом телесериале».
Нанджиани сыграл одну из главных ролей в фильме кинематографической вселенной Marvel «Вечные», вышедшего в ноябре 2021 года.

## Фильмография
| Год       |    | Русское название                          | Оригинальное название         | Роль                         |
| --------- | -- | ----------------------------------------- | ----------------------------- | ---------------------------- |
| 2011—2018 | с  | Портландия                                | Portlandia                    | разные роли                  |
| 2011—2014 | с  | Компаньоны                                | Franklin & Bash               | Пиндар «Пинди» Сингх         |
| 2013—2015 | с  | Телеведущие                               | Newsreaders                   | Амир Ларусс                  |
| 2013      | ф  | Короли лета                               | The Kings of Summer           | доставщик                    |
| 2014—2019 | с  | Кремниевая долина                         | Silicon Valley                | Динеш Чугтай                 |
| 2015      | ф  | Здравствуйте, меня зовут Дорис            | Hello, My Name Is Doris       | Насир                        |
| 2016      | ф  | Полтора шпиона                            | Central Intelligence          | Джаред, охранник в аэропорте |
| 2016      | с  | Секретные материалы                       | The X-Files                   | Паша                         |
| 2017      | ф  | Любовь — болезнь                          | The Big Sick                  | Кумэйл Нанджиани             |
| 2017      | ф  | Битва преподов                            | Fist Fight                    | Мехар                        |
| 2017      | мф | Лего Фильм: Ниндзяго                      | The Lego Ninjago Movie        | Джей                         |
| 2018      | ф  | Утиное масло                              | Duck Butter                   | Джейк                        |
| 2019      | ф  | Али, рули!                                | Stuber                        | Стю                          |
| 2019      | ф  | Люди в чёрном: Интернэшнл                 | Men in Black International    | Пешкин                       |
| 2019      | с  | Сумеречная зона                           | The Twilight Zone             | Самир Вассан                 |
| 2020      | ф  | Удивительное путешествие доктора Дулиттла | The Voyage of Doctor Dolittle | Плимптон                     |
| 2020      | ф  | Сладкая парочка                           | The Lovebirds                 | Джибран                      |
| 2021      | ф  | Вечные                                    | Eternals                      | Кинго                        |
| 2022      | с  | Оби-Ван Кеноби                            | Obi-Wan Kenobi                | Хаджа Эстри                  |
| 2022      | с  | Добро пожаловать в Чиппендейлс            | Welcome to Chippendales       | Сомен Банерджи               |
| 2023      | мф | Миграция                                  | Migration                     | Мак                          |
| 2024      | ф  | Охотники за привидениями: Леденящий ужас  | Ghostbusters: Frozen Empire   | Надим                        |